# Solanum subg. Minon
Solanum subg. Minon, es un subgénero del género Solanum. Incluye las siguientes especies.

## Especies
- Solanum arboreum Humb. & Bonpl. ex Dunal (subg. Minon)
- Solanum confertiseriatum Bitter (subg. Minon)
- Solanum crispum Ruiz & Pav. (subg. Minon)
- Solanum diflorum Vell. (subg. Minon)
- Solanum diphyllum L. (subg. Minon)
- Solanum ×hendersonii hort. ex W. Wight (subg. Minon)
- Solanum leucocarpon Dunal (subg. Minon)
- Solanum nigricans M. Martens & Galeotti (subg. Minon)
- Solanum nutans Ruiz & Pav. (subg. Minon)
- Solanum pseudocapsicum L. (subg. Minon)
- Solanum pseudoquina A. St.-Hil. (subg. Minon)
- Solanum rovirosanum Donn. Sm. (subg. Minon)
- Solanum sessile Ruiz & Pav. (subg. Minon)
- Solanum spirale Roxb. (subg. Minon)
- Solanum trichoneuron Lillo (subg. Minon)
- Solanum tunariense Kuntze